# Thomas O. Chisholm
Thomas O. Chisholm, född 29 juli 1866 i Franklin i Kentucky, död 1960, pastor och psalmförfattare inom Metodistkyrkan i USA.

## Sånger
- O, att bli lik dig, Frälsare dyre
- Stor är din trofasthet